# Barnim-Gymnasium Berlin
Das Barnim-Gymnasium Berlin ist ein öffentliches Gymnasium im Ortsteil Berlin-Falkenberg in Berlin. Es ist mit etwa 1200 Schülern eines der größten Gymnasien der Stadt und das größte im Bezirk Lichtenberg.

## Geschichte
Am 5. August 1993 wurde im Bezirk Hohenschönhausen, hervorgegangen aus einer Filiale des Pestalozzi-Gymnasiums, das fünfte Gymnasium eröffnet. Etwa 300 Schüler und zwölf Stammlehrer sowie neun Lehrer benachbarter Schulen unterrichteten zunächst in Unterrichtsräumen verschiedener Schulen.
Im August 1992 begannen die Planungen für einen Schulneubau, die Grundsteinlegung erfolgte am 26. Juni 1996, die Übergabe im September 1998.  Architekt war Stefan Scholz. Im Inneren des Schulgebäudes befinden sich Wandskulpturen des japanischen Künstlers Mutsuo Hirano, Betonfresken mit Bildmotiven von Thomas Lange und seit 2017 eine Lichtinstallation von Lynn Weirich. Das Gebäude wurde Behindertengerecht konzipiert. Seit dem Schuljahr 1997/98 werden Jugendliche mit Körperbehinderung integriert. Seit 2001 ist die Schule Mitglied im nationalen Exzellenz-Netzwerk für Schulen mit mathematisch-naturwissenschaftlichem Schwerpunkt, MINT-EC. Schülerinnen und Schüler erhalten hierdurch die Möglichkeit, das hochwertige MINT-EC-Zertifikat zu erwerben. Im Jahr 2002 erfolgte der Zusammenschluss mit dem Stauffenberg-Gymnasium, 2005 mit dem Descartes-Gymnasium. Der Name der Schule geht auf die leicht wellige Landschaft, die hinter der Schule ihren Anfang nimmt und Barnim genannt wird, zurück.

## Schulleben
Seit dem Schuljahr 2011/12 ist das Barnim-Gymnasium Berlin „Offene Ganztagsschule“. Neben dem warmen Mittagessen in der Mensa gibt es in der Cafeteria „Barnim-Café“ warme und kalte Speisen sowie Getränke. Die Basis des Offenen Ganztags ist die partnerschaftliche Kooperation zwischen dem Barnim-Gymnasium Berlin und dem Kietz für Kids Freizeitsport e.V. Die Bibliothek steht den Schülern ganztägig bis 16.00 Uhr zur Verfügung und ist neben der Computernutzung und gemeinsamen Spiel (Auswahl an Gesellschaftsspielen) ein Raum für soziale Erfahrungen.
Die dritte Säule des Ganztagsbetriebs bilden das Lernstudio und die Förderkurse, angeboten durch Schlaufuchs Berlin. Schüler der Oberstufe und Studenten, größtenteils ehemalige Barnim-Schüler, betreuen an mehreren Wochentagen in der Schule bei Hausaufgaben, Vorbereitung auf Leistungskontrollen sowie Prüfungen. Außerdem gibt es u. a. in den Schulferien Förder- und Vorbereitungskurse für die Prüfungen zum Mittleren Schulabschluss und Abitur.
Die Schulsozialarbeiter – darunter eine vietnamesisch-deutsche Kulturdolmetscherin – betreuen die Bibliothek, begleiten u. a. die Willkommensschüler, wirken mit beim Sozialkompetenztraining während der Methodenwoche in Klasse 7, stehen auch bei Prüfungssituationen zur Seite, führen Elterngespräche und begleiten Klassenfahrten oder organisieren und begleiten die Seminarfahrt der Schülervertretung.
Der Förderverein des Barnim-Gymnasiums wurde 1996 gegründet. Der Verein unterstützt die Schule bei der Organisation der Bläserklassen, im Ganztagsbetrieb, bei Schulbällen, Konzerten, den Kunst- und Theaterwochen, bei Sportveranstaltungen und durch den Lernmittelfonds.

## Trivia
Die Jugend-Web- und Fernsehserie Druck spielt am Barnim-Gymnasium und wurde teilweise auch dort gedreht.